# Список населённых пунктов Вологодского района
Население Вологодского района составляет 50,1 тыс. человек. В состав района входят 12 сельских поселений и 896 населённых пунктов.
Ниже приведён список всех населённых пунктов района с указанием кодов ОКАТО и почтовых индексов. Жирным шрифтом выделены центры поселений. Также перечислены все почтовые отделения в соответствующих населённых пунктах.

## Кубенское сельское поселение
- 19 220 824 002 / 160538 деревня Алексеево
- 19 220 848 002 / 160535 деревня Алексеево
- 19 220 840 003 / 160533 деревня Алешино
- 19 220 816 002 / 160536 деревня Андроново
- 19 220 848 003 / 160535 деревня Андроново
- 19 220 816 003 / 160537 деревня Андронцево
- 19 220 848 004 / 160535 деревня Анисово
- 19 220 816 004 / 160536 деревня Антоново п/о 160536
- 19 220 848 005 / 160535 деревня Анчутино
- 19 220 824 003 / 160538 деревня Бабик
- 19 220 840 004 / 160532 деревня Баралово
- 19 220 840 005 / 160533 деревня Барачево
- 19 220 840 006 / 160533 деревня Бекетово
- 19 220 840 007 / 160532 деревня Белавино
- 19 220 816 006 / 160536 деревня Березовка
- 19 220 824 004 / 160538 деревня Бильково
- 19 220 840 008 / 160533 деревня Бирючево
- 19 220 816 007 / 160536 деревня Блохино
- 19 220 816 008 / 160536 деревня Богослово
- 19 220 816 009 / 160539 деревня Большой Двор
- 19 220 812 001 / 160540 деревня Борисово п/о 160540
- 19 220 824 005 / 160538 деревня Борисоглебское
- 19 220 840 009 / 160533 деревня Братское
- 19 220 816 010 / 160536 деревня Бряча
- 19 220 812 002 / 160540 деревня Бугрино
- 19 220 840 010 / 160533 деревня Бузаково
- 19 220 840 011 / 160533 деревня Буяново
- 19 220 816 011 / 160536 деревня Василево
- 19 220 848 006 / 160535 деревня Великое
- 19 220 816 013 / 160536 деревня Вепри
- 19 220 816 015 / 160536 посёлок Верхневологодский
- 19 220 840 014 / 160533 деревня Вецкое
- 19 220 824 006 / 160538 деревня Виктово
- 19 220 816 016 / 160536 деревня Вирлово
- 19 220 848 007 / 160535 деревня Власьево
- 19 220 840 012 / 160533 деревня Воздвиженье
- 19 220 812 003 / 160540 деревня Воскресенское
- 19 220 824 008 / 160538 деревня Высоково-1 или Высоково
- 19 220 848 008 / 160535 деревня Гаврилово
- 19 220 812 004 / 160540 деревня Глазково
- 19 220 816 017 / 160536 деревня Глотово
- 19 220 840 015 / 160532 деревня Горбунка
- 19 220 812 005 / 160540 деревня Горка-Никольская
- 19 220 812 006 / 160540 деревня Городок
- 19 220 840 017 / 160533 деревня Губино
- 19 220 848 009 / 160535 посёлок ГЭС
- 19 220 824 009 / 160538 деревня Давыдково
- 19 220 816 018 / 160539 деревня Дектери или Дегтери
- 19 220 816 019 / 160536 деревня Дектерица или Дегтерица
- 19 220 824 010 / 160538 деревня Демино
- 19 220 848 010 / 160535 деревня Демино
- 19 220 840 018 / 160533 деревня Деревенцево
- 19 220 840 019 / 160533 деревня Деревково
- 19 220 840 021 / 160532 деревня Долгово
- 19 220 824 011 / 160538 деревня Долматово
- 19 220 824 012 / 160538 деревня Доманово
- 19 220 824 013 / 160538 деревня Дор
- 19 220 816 021 / 160536 деревня Доронкино
- 19 220 848 011 / 160535 деревня Дроздово
- 19 220 816 022 деревня Дуброво
- 19 220 824 014 / 160538 деревня Дулово
- 19 220 824 015 / 160538 деревня Дурасиха
- 19 220 840 022 / 160533 деревня Евлашево
- 19 220 848 012 / 160535 деревня Елизарово
- 19 220 816 023 / 160536 деревня Еляково
- 19 220 840 023 / 160533 деревня Ермолино
- 19 220 824 016 / 160538 деревня Ермолово
- 19 220 824 017 / 160538 деревня Ефимово
- 19 220 848 013 / 160535 деревня Заболотное
- 19 220 816 025 / 160536 деревня Заломаиха
- 19 220 816 026 / 160536 деревня Ивановское
- 19 220 840 024 / 160532 деревня Ивановское
- 19 220 840 025 / 160532 деревня Илейкино
- 19 220 848 014 / 160535 деревня Илекино
- 19 220 840 026 / 160533 деревня Ирхино
- 19 220 824 018 / 160538 деревня Исаево
- 19 220 816 027 / 160537 деревня Исаково
- 19 220 840 027 / 160533 деревня Кашкалино
- 19 220 840 028 / 160533 деревня Клокуново
- 19 220 840 029 / 160532 деревня Колбино
- 19 220 824 019 / 160538 деревня Колотилово
- 19 220 812 007 / 160540 деревня Кольцеево
- 19 220 840 030 / 160533 деревня Коншино
- 19 220 840 031 / 160532 деревня Коротково
- 19 220 840 032 / 160533 деревня Косая Горка
- 19 220 816 028 / 160536 деревня Косяково
- 19 220 812 008 / 160540 деревня Кочеурово
- 19 220 824 020 / 160538 деревня Кривое
- 19 220 824 021 / 160538 деревня Кринки
- 19 220 848 015 / 160535 деревня Круглица
- 19 220 840 033 / 160533 деревня Крюково
- 19 220 840 001 / 160533 село Кубенское п/о 160533
- 19 220 816 031 / 160536 деревня Кузьмодемьянка
- 19 220 848 016 / 160535 деревня Кулаково
- 19 220 840 034 / 160532 деревня Кулемесово
- 19 220 840 035 / 160533 деревня Кулешево
- 19 220 816 032 / 160539 деревня Куново
- 19 220 840 036 / 160533 деревня Куровское
- 19 220 824 022 / 160538 деревня Лаврентьево
- 19 220 848 017 / 160535 деревня Ламаниха
- 19 220 840 037 / 160533 деревня Лахмино
- 19 220 840 038 / 160533 деревня Легкое
- 19 220 848 018 / 160535 деревня Лызлово
- 19 220 816 001 / 160537 село Макарово п/о 160537
- 19 220 816 033 / 160536 деревня Малоновленское
- 19 220 840 039 / 160533 деревня Манино
- 19 220 840 040 / 160533 деревня Мартьяново
- 19 220 816 034 / 160536 деревня Марьино
- 19 220 848 019 / 160535 посёлок Маслозавод
- 19 220 840 041 / 160533 деревня Матвеевское
- 19 220 816 035 / 160539 деревня Мелдань
- 19 220 824 023 / 160538 деревня Мигуново
- 19 220 840 042 / 160532 деревня Мидяново
- 19 220 848 020 / 160535 деревня Минино
- 19 220 816 036 / 160536 деревня Молоково
- 19 220 840 043 / 160532 деревня Морино п/о 160532
- 19 220 840 044 / 160532 деревня Мусино
- 19 220 824 001 / 160538 деревня Мынчаково п/о 160538
- 19 220 840 045 / 160532 деревня Настасьино
- 19 220 824 024 / 160538 деревня Некрасово
- 19 220 848 021 / 160535 деревня Несвойское
- 19 220 816 037 / 160536 деревня Нижнее
- 19 220 824 025 / 160538 деревня Никулино
- 19 220 812 009 / 160540 деревня Новое
- 19 220 816 038 / 160539 деревня Образцово
- 19 220 840 046 / 160533 деревня Обросово
- 19 220 848 022 / 160535 деревня Обухово
- 19 220 816 039 / 160536 деревня Овчино
- 19 220 816 040 / 160536 деревня Одолеиха
- 19 220 848 023 / 160535 деревня Озерково
- 19 220 840 047 / 160532 деревня Окишево
- 19 220 840 048 / 160532 деревня Окулово
- 19 220 840 049 / 160533 деревня Олехово
- 19 220 816 041 / 160539 деревня Орешник
- 19 220 848 001 / 160535 село Остахово п/о 160535
- 19 220 812 010 / 160540 деревня Острецово
- 19 220 840 050 / 160532 деревня Охлопково
- 19 220 848 024 / 160535 деревня Павлово
- 19 220 816 042 / 160537 деревня Павшино
- 19 220 840 051 / 160532 деревня Пазино
- 19 220 840 052 / 160533 деревня Папино
- 19 220 848 025 / 160535 деревня Паричино
- 19 220 840 053 / 160532 деревня Пасынково
- 19 220 840 054 / 160533 деревня Патрино
- 19 220 848 026 / 160535 деревня Паутово
- 19 220 816 043 / 160537 деревня Пашинка
- 19 220 840 055 / 160533 деревня Перхурьево
- 19 220 812 011 / 160540 деревня Перьево
- 19 220 840 056 / 160533 посёлок Песочное
- 19 220 816 044 / 160536 деревня Петрушино
- 19 220 840 057 / 160533 деревня Погорелово
- 19 220 840 013 / 160533 село Погост Воскресенье
- 19 220 848 030 / 160535 село Погост Рождество
- 19 220 840 059 / 160533 деревня Подолино
- 19 220 812 012 / 160540 деревня Покровское
- 19 220 848 027 / 160535 деревня Полянки
- 19 220 848 028 / 160535 деревня Помыгалово
- 19 220 824 026 / 160538 деревня Поповское
- 19 220 812 013 / 160540 деревня Посыкино
- 19 220 840 061 / 160532 деревня Потанино
- 19 220 824 027 / 160538 деревня Потрохово
- 19 220 816 045 / 160537 деревня Починок
- 19 220 812 014 / 160540 деревня Прокунино
- 19 220 848 029 / 160535 деревня Путятино
- 19 220 812 015 / 160540 деревня Решетниково
- 19 220 816 047 / 160537 деревня Рослятино
- 19 220 840 063 / 160533 деревня Савкино
- 19 220 812 016 / 160540 деревня Сараево
- 19 220 816 048 / 160539 село Северная Ферма п/о 160539
- 19 220 840 064 / 160533 деревня Селезнево
- 19 220 816 049 / 160536 деревня Семёнково
- 19 220 848 031 / 160535 деревня Семигоры
- 19 220 816 050 / 160539 деревня Середнее
- 19 220 816 051 / 160537 деревня Синдошь
- 19 220 824 028 / 160538 деревня Синицыно
- 19 220 848 032 / 160535 деревня Слобода
- 19 220 848 033 / 160535 деревня Слободища
- 19 220 840 065 / 160532 деревня Сопятино
- 19 220 840 068 / 160533 деревня Старое Село
- 19 220 840 066 / 160532 деревня Сумароково
- 19 220 812 017 / 160540 деревня Сухоломово
- 19 220 816 052 / 160539 деревня Сухоруково
- 19 220 816 053 / 160539 деревня Сысоево
- 19 220 848 034 / 160535 деревня Татарово
- 19 220 840 069 / 160533 деревня Ташково
- 19 220 840 070 / 160533 деревня Тимофеево
- 19 220 848 035 / 160535 деревня Токарево
- 19 220 812 018 / 160540 деревня Трухино
- 19 220 812 019 / 160540 деревня Турутино
- 19 220 812 020 / 160540 деревня Федотово
- 19 220 840 072 / 160533 деревня Федурино
- 19 220 816 055 / 160536 деревня Фенино
- 19 220 812 021 / 160540 деревня Филино
- 19 220 812 022 / 160540 деревня Филисово
- 19 220 816 056 / 160536 деревня Филькино
- 19 220 812 023 / 160540 деревня Фомкино
- 19 220 840 073 / 160533 деревня Харитоново
- 19 220 840 074 / 160533 деревня Хвастово
- 19 220 840 075 / 160533 деревня Хрипилево
- 19 220 816 059 / 160537 деревня Черепаниха
- 19 220 816 060 / 160536 деревня Черный Порог
- 19 220 840 076 / 160532 деревня Шаталово
- 19 220 812 024 / 160540 деревня Шилово
- 19 220 840 077 / 160533 деревня Ширяево
- 19 220 840 078 / 160533 деревня Шушково
- 19 220 840 079 / 160533 деревня Щипино

## Лесковское сельское поселение
- 19 220 880 004 / 160028 деревня Ватланово
- 19 220 842 002 / 160522 деревня Водогино
- 19 220 880 005 / 160028 деревня Высоково
- 19 220 880 006 / 160028 деревня Горшково
- 19 220 842 003 / 160521 деревня Дорково
- 19 220 842 004 / 160522 деревня Еремеево
- 19 220 842 005 / 160521 посёлок Ермаково п/о 160521
- 19 220 842 006 / 160522 деревня Есиково
- 19 220 842 007 / 160521 деревня Закрышкино
- 19 220 842 008 / 160522 деревня Кедрово
- 19 220 842 009 / 160522 деревня Колкино
- 19 220 842 010 / 160521 деревня Кубаево
- 19 220 842 001 / 160522 посёлок Лесково п/о 160522
- 19 220 842 012 / 160521 деревня Макарово
- 19 220 842 013 / 160522 деревня Марково
- 19 220 842 027 деревня Нагорье
- 19 220 842 014 / 160521 деревня Назарово
- 19 220 842 015 / 160521 деревня Новое
- 19 220 842 016 / 160522 деревня Отрадное
- 19 220 842 018 / 160522 деревня Починок
- 19 220 842 020 / 160521 деревня Рогозкино
- 19 220 880 023 / 160028 посёлок Рубцово
- 19 220 842 021 / 160521 деревня Скорбежево
- 19 220 842 022 / 160521 деревня Смольево
- 19 220 842 023 / 160521 деревня Спирино
- 19 220 842 024 / 160522 деревня Тимофеевское
- 19 220 842 025 / 160522 деревня Шоломово
- 19 220 842 026 / 160522 деревня Юрьево

## Майское сельское поселение
- 19 220 860 041 / 160555 деревня Абакшино
- 19 220 860 002 / 160555 деревня Акулово
- 19 220 860 003 / 160555 деревня Белое
- 19 220 828 003 / 160561 деревня Блиново
- 19 220 860 004 / 160555 деревня Бовыкино
- 19 220 880 003 / 160508 деревня Варламово
- 19 220 828 004 / 160561 деревня Гончарка
- 19 220 828 005 / 160561 деревня Горка
- 19 220 860 005 / 160555 деревня Гридино
- 19 220 828 006 / 160561 деревня Двирево
- 19 220 828 007 / 160561 деревня Деревенька
- 19 220 860 006 / 160555 деревня Деревенька
- 19 220 828 008 / 160561 жд станция Дикая п/о 160560
- 19 220 860 007 / 160555 деревня Дитятьево
- 19 220 880 007 / 160508 деревня Дмитриево
- 19 220 880 009 / 160508 деревня Дудинское
- 19 220 860 008 / 160555 деревня Дулепово
- 19 220 860 009 / 160555 деревня Дятькино
- 19 220 880 011 / 160508 деревня Ермолово
- 19 220 860 010 / 160507 деревня Заречная
- 19 220 828 001 / 160561 посёлок Заря п/о 160561
- 19 220 880 013 / 160508 деревня Ивлево
- 19 220 860 011 / 160555 деревня Ильинское
- 19 220 828 009 / 160561 деревня Калинкино
- 19 220 880 015 / 160508 деревня Княгинино
- 19 220 828 010 / 160561 деревня Княжово
- 19 220 828 011 / 160561 деревня Ковылево
- 19 220 860 012 / 160555 деревня Кожино
- 19 220 860 013 / 160507 деревня Колбино
- 19 220 828 012 / 160561 деревня Комарово
- 19 220 860 014 / 160507 деревня Копылово
- 19 220 828 013 / 160561 деревня Корякино
- 19 220 860 015 / 160555 деревня Кузнецовка
- 19 220 860 016 / 160555 деревня Кулеберево
- 19 220 860 017 / 160507 село Куркино п/о 160507
- 19 220 880 001 / 160508 посёлок Майский п/о 160508
- 19 220 860 018 / 160555 деревня Марфино
- 19 220 860 020 / 160555 деревня Маурино
- 19 220 860 019 / 160507 деревня Меглеево или Миглеево
- 19 220 860 021 / 160555 деревня Митенское
- 19 220 880 017 / 160010 деревня Михальцево
- 19 220 860 022 / 160555 жд станция Молочная
- 19 220 860 023 / 160555 деревня Мольбища
- 19 220 860 024 / 160507 деревня Мышкино
- 19 220 860 025 / 160555 деревня Мягрино
- 19 220 880 018 / 160508 деревня Нагорское
- 19 220 880 019 / 160021 деревня Никифорово
- 19 220 880 020 / 160508 деревня Никулино
- 19 220 828 015 / 160561 деревня Новоселово
- 19 220 860 026 / 160555 деревня Обсаково
- 19 220 860 027 / 160555 деревня Овчинкино
- 19 220 828 016 / 160561 деревня Осинник
- 19 220 828 017 / 160561 деревня Паилово
- 19 220 828 018 / 160561 деревня Пантелеево
- 19 220 880 022 / 160508 деревня Панькино
- 19 220 860 028 / 160555 деревня Пестово
- 19 220 860 029 / 160555 деревня Петраково
- 19 220 828 019 / 160561 деревня Поляны
- 19 220 860 030 / 160555 деревня Поповка
- 19 220 828 020 / 160561 деревня Поченга
- 19 220 860 031 / 160555 деревня Прибытково
- 19 220 860 032 / 160555 деревня Раскопино
- 19 220 828 021 / 160561 деревня Россолово
- 19 220 880 024 / 160508 деревня Сальково
- 19 220 828 022 / 160561 деревня Сараево
- 19 220 828 023 / 160561 деревня Селюнино
- 19 220 828 025 / 160561 деревня Семёнково
- 19 220 860 034 / 160555 деревня Семёнково
- 19 220 828 024 / 160561 деревня Семково
- 19 220 860 035 / 160555 деревня Сергеево
- 19 220 860 036 / 160555 деревня Скородумка
- 19 220 860 037 / 160555 деревня Скресенское
- 19 220 860 038 / 160555 деревня Смыково
- 19 220 828 026 / 160561 деревня Спорышево
- 19 220 880 025 / 160508 деревня Старое
- 19 220 828 027 / 160561 деревня Стрелково
- 19 220 880 026 / 160021 деревня Сулинское
- 19 220 828 028 / 160561 деревня Третниково
- 19 220 860 039 / 160555 деревня Хреново
- 19 220 860 040 / 160555 деревня Шаньково
- 19 220 828 029 / 160561 деревня Якунино

## Марковское сельское поселение
Почтовый индекс 160544, кроме отмеченных
- 19 220 844 002 деревня Болотово
- 19 220 844 003 деревня Борборино
- 19 220 844 004 деревня Бурдуково
- 19 220 844 005 разъезд Бурдуково
- 19 220 844 001 посёлок Васильевское п/о 160544
- 19 220 844 006 деревня Глушица
- 19 220 844 007 деревня Долгово
- 19 220 844 008 деревня Закобяйкино
- 19 220 844 009 деревня Захарово
- 19 220 844 011 деревня Ивановка индекс 160528
- 19 220 844 010 деревня Ивановское
- 19 220 844 012 деревня Калинкино
- 19 220 844 013 деревня Карцево
- 19 220 844 014 деревня Копцево
- 19 220 844 015 деревня Косково
- 19 220 844 016 деревня Лобково
- 19 220 844 017 деревня Лукинцево
- 19 220 844 018 деревня Марково
- 19 220 844 019 деревня Матвеевское
- 19 220 844 021 деревня Низьма
- 19 220 844 022 деревня Никулино
- 19 220 844 023 жд станция Паприха
- 19 220 844 024 деревня Поповское
- 19 220 844 025 деревня Порошино
- 19 220 844 026 деревня Редькино
- 19 220 844 027 деревня Рогачево
- 19 220 844 028 деревня Спасс
- 19 220 844 029 деревня Тишиново
- 19 220 844 030 деревня Фроловское
- 19 220 844 031 деревня Чернецкое
- 19 220 844 032 деревня Яковлево

## Новленское сельское поселение
- 19 220 808 002 / 160545 деревня Авдеево
- 19 220 808 003 / 160545 деревня Алексино
- 19 220 808 004 / 160545 деревня Андронино
- 19 220 854 003 / 160542 деревня Андрюшино
- 19 220 820 003 / 160543 деревня Антоново
- 19 220 808 005 / 160545 деревня Анфалово
- 19 220 820 004 / 160543 деревня Аристово
- 19 220 852 002 / 160547 деревня Аристово
- 19 220 820 005 / 160543 деревня Афанасово
- 19 220 852 003 / 160547 деревня Багрино
- 19 220 852 004 / 160547 деревня Бакланиха
- 19 220 820 006 / 160543 деревня Балобаново
- 19 220 820 007 / 160543 деревня Барсуково
- 19 220 820 008 / 160543 деревня Беглово
- 19 220 854 004 / 160542 деревня Бедрино
- 19 220 854 005 / 160541 деревня Бережок
- 19 220 808 001 / 160545 деревня Березник п/о 160545
- 19 220 808 007 / 160546 деревня Бобровское
- 19 220 808 008 / 160545 деревня Брюхачево
- 19 220 808 009 / 160545 деревня Бубырево
- 19 220 852 005 / 160547 деревня Вахнево
- 19 220 854 006 / 160542 деревня Ведраково
- 19 220 854 007 / 160541 деревня Виселкино
- 19 220 808 010 / 160545 деревня Владычнево
- 19 220 854 009 / 160542 деревня Владычнево
- 19 220 820 009 / 160543 деревня Волшницы
- 19 220 808 011 / 160546 деревня Воронино
- 19 220 820 010 / 160543 деревня Вотча
- 19 220 820 011 / 160543 деревня Вырбово
- 19 220 820 012 / 160543 деревня Высоково-1
- 19 220 820 013 / 160543 деревня Высоково-2
- 19 220 820 014 / 160543 деревня Головково
- 19 220 854 010 / 160542 деревня Горбово
- 19 220 854 012 / 160542 деревня Горка-Ильинская
- 19 220 808 012 / 160545 деревня Горка-Покровская
- 19 220 808 013 / 160545 деревня Гриденское
- 19 220 852 006 / 160547 деревня Грозилово
- 19 220 852 007 / 160547 деревня Гуляево
- 19 220 852 008 / 160547 деревня Гуреево
- 19 220 808 014 / 160545 деревня Дилялево
- 19 220 854 013 / 160542 деревня Дмитриевское
- 19 220 820 015 / 160543 деревня Дуброво
- 19 220 852 009 / 160547 деревня Дуплино
- 19 220 854 014 / 160541 деревня Дурнево
- 19 220 820 016 / 160543 деревня Дьяконцево
- 19 220 854 015 / 160542 деревня Еремеево
- 19 220 854 016 / 160542 деревня Ермолово
- 19 220 854 017 / 160542 деревня Ермоловское
- 19 220 854 018 / 160542 деревня Есюнино
- 19 220 808 016 / 160545 деревня Жуково
- 19 220 808 017 / 160546 деревня Заболотье
- 19 220 820 017 / 160543 деревня Зрелово
- 19 220 852 010 / 160547 деревня Иватино
- 19 220 852 011 / 160547 деревня Ивашево
- 19 220 852 012 / 160547 деревня Ивлевское
- 19 220 820 018 / 160543 деревня Игначево
- 19 220 808 018 / 160545 деревня Индалово
- 19 220 852 013 / 160547 деревня Исаево
- 19 220 808 019 / 160545 деревня Исаково
- 19 220 854 019 / 160542 деревня Каргачево
- 19 220 852 014 / 160547 деревня Каталовское
- 19 220 808 020 / 160545 деревня Келебардово
- 19 220 854 020 / 160541 деревня Княжево
- 19 220 808 021 / 160545 деревня Кобелево
- 19 220 808 022 / 160545 деревня Кобелево
- 19 220 854 021 / 160542 деревня Колотилово
- 19 220 852 015 / 160547 деревня Колышкино
- 19 220 820 019 / 160543 деревня Константиново
- 19 220 854 022 / 160542 деревня Коробово
- 19 220 820 020 / 160543 деревня Костромино
- 19 220 854 023 / 160541 деревня Котлово
- 19 220 852 016 / 160547 деревня Красный Двор
- 19 220 820 021 / 160543 деревня Кривякино
- 19 220 854 025 / 160542 деревня Крюково
- 19 220 854 026 / 160542 деревня Кряжево
- 19 220 852 017 / 160547 деревня Кудрявцево
- 19 220 852 018 / 160547 деревня Кузьминское
- 19 220 820 022 / 160543 деревня Курбатово
- 19 220 854 028 / 160542 деревня Курдумово
- 19 220 852 019 / 160547 деревня Куркино
- 19 220 854 027 / 160542 деревня Курово
- 19 220 808 023 / 160546 деревня Ларькино
- 19 220 820 023 / 160543 деревня Ласковцево
- 19 220 808 024 / 160546 деревня Лебзино
- 19 220 808 025 / 160545 деревня Лепигино
- 19 220 852 020 / 160547 деревня Линьково
- 19 220 808 026 / 160546 деревня Лукинское
- 19 220 854 029 / 160542 деревня Макарово
- 19 220 820 024 / 160543 деревня Максимищево
- 19 220 808 027 / 160546 деревня Малашково
- 19 220 820 025 / 160543 деревня Малая Горка
- 19 220 852 021 / 160547 деревня Мальгино
- 19 220 820 026 / 160543 деревня Мардасово
- 19 220 854 030 / 160542 деревня Марьинское
- 19 220 820 027 / 160543 посёлок Маслозавод
- 19 220 852 022 / 160547 деревня Матвеевское
- 19 220 808 028 / 160546 деревня Меньшовское
- 19 220 808 029 / 160546 деревня Минино
- 19 220 852 023 / 160547 деревня Минино
- 19 220 808 030 / 160545 деревня Митенское
- 19 220 820 028 / 160543 деревня Митрополье
- 19 220 852 024 / 160547 деревня Митюково
- 19 220 808 031 / 160546 деревня Михалево
- 19 220 852 025 / 160547 деревня Мишаково
- 19 220 808 032 / 160545 деревня Нагорново
- 19 220 820 029 / 160543 деревня Нацепино
- 19 220 854 031 / 160542 деревня Нестеровское
- 19 220 852 001 / 160547 деревня Нефедово п/о 160547
- 19 220 854 032 / 160541 деревня Никулинское
- 19 220 854 001 / 160542 село Новленское п/о 160542
- 19 220 854 033 / 160542 деревня Овсянниково
- 19 220 808 033 / 160545 деревня Олешево
- 19 220 854 034 / 160542 деревня Олешково
- 19 220 808 034 / 160546 деревня Омогаево п/о 160546
- 19 220 820 030 / 160543 деревня Опихалино
- 19 220 854 035 / 160542 деревня Орлово
- 19 220 820 031 / 160543 деревня Осиновка
- 19 220 854 036 / 160541 деревня Осиновка
- 19 220 852 026 / 160547 деревня Останино
- 19 220 820 032 / 160543 деревня Осташево
- 19 220 854 037 / 160541 деревня Острецово
- 19 220 852 027 / 160547 деревня Отеклеево
- 19 220 854 038 / 160542 деревня Павлово
- 19 220 854 039 / 160541 деревня Павшино
- 19 220 820 033 / 160543 деревня Палкино
- 19 220 820 034 / 160543 деревня Паново
- 19 220 852 029 / 160547 посёлок Первомайский
- 19 220 854 040 / 160542 деревня Перхурьево
- 19 220 852 030 / 160547 деревня Пески
- 19 220 820 035 / 160543 деревня Петраково
- 19 220 854 041 / 160542 деревня Плющево
- 19 220 854 042 / 160542 деревня Погостец
- 19 220 808 035 / 160545 деревня Подберезье
- 19 220 852 031 / 160547 деревня Подол
- 19 220 854 043 / 160542 деревня Подолец
- 19 220 854 044 / 160542 деревня Поповка
- 19 220 852 032 / 160547 деревня Попово
- 19 220 808 036 / 160546 деревня Прибытково
- 19 220 854 045 / 160541 деревня Прокино
- 19 220 854 046 / 160542 деревня Романово
- 19 220 852 033 / 160547 деревня Рословское
- 19 220 854 047 / 160542 деревня Ростани
- 19 220 808 038 / 160545 деревня Сазоново
- 19 220 820 038 / 160543 деревня Свободный Угол
- 19 220 820 001 / 160543 деревня Севастьяново п/о 160543
- 19 220 852 034 / 160547 деревня Селища
- 19 220 854 048 / 160542 деревня Семеновское
- 19 220 854 049 / 160542 деревня Семрюхово
- 19 220 854 050 / 160542 деревня Сидорово
- 19 220 852 035 / 160547 деревня Старое Село
- 19 220 808 039 / 160546 деревня Степаново
- 19 220 852 036 / 160547 деревня Степаново
- 19 220 820 039 / 160543 деревня Субачево
- 19 220 808 040 / 160545 деревня Сухолжино
- 19 220 808 041 / 160545 деревня Сяма
- 19 220 808 042 / 160546 деревня Тарасково
- 19 220 854 051 / 160541 деревня Тарасово
- 19 220 854 052 / 160542 деревня Телячьево
- 19 220 854 053 / 160541 деревня Тимофеево
- 19 220 852 037 / 160547 деревня Тимошкино
- 19 220 854 054 / 160542 деревня Тупочелово
- 19 220 808 043 / 160546 деревня Тютрюмово
- 19 220 852 038 / 160547 деревня Фалелеево
- 19 220 854 055 / 160542 деревня Филютино
- 19 220 808 044 / 160545 деревня Фрязиново
- 19 220 820 040 / 160543 деревня Халезево
- 19 220 820 041 / 160543 деревня Харапово
- 19 220 820 042 / 160543 деревня Хомяково
- 19 220 820 043 / 160543 деревня Хребтово
- 19 220 854 056 / 160541 деревня Чашково
- 19 220 854 057 / 160542 деревня Чекшево
- 19 220 854 058 / 160542 деревня Чернево
- 19 220 820 044 / 160543 деревня Чигорово
- 19 220 852 039 / 160547 деревня Чупрово
- 19 220 808 045 / 160546 деревня Шаврово
- 19 220 820 045 / 160543 деревня Шадрино
- 19 220 854 059 / 160541 деревня Шолохово п/о 160541
- 19 220 852 040 / 160547 деревня Щетинино
- 19 220 852 041 / 160547 деревня Юркино
- 19 220 820 046 / 160543 деревня Якуткино
- 19 220 820 047 / 160543 деревня Яруново

## Подлесное сельское поселение
- 19 220 868 002 / 160501 деревня Андреевское
- 19 220 868 004 / 160501 деревня Бабиково
- 19 220 868 006 / 160503 деревня Баринцево
- 19 220 868 008 / 160501 деревня Бурлево
- 19 220 868 009 / 160502 деревня Васюнино
- 19 220 868 010 / 160502 деревня Винниково
- 19 220 868 011 / 160501 деревня Волково
- 19 220 868 012 / 160501 деревня Волочаниново
- 19 220 868 014 / 160502 деревня Голенево
- 19 220 868 017 / 160509 посёлок Грибково п/о 160509
- 19 220 868 022 / 160502 деревня Дуравино
- 19 220 868 023 / 160509 деревня Дьяково
- 19 220 868 026 / 160502 деревня Елгино
- 19 220 868 027 / 160501 деревня Ельцыно
- 19 220 868 028 / 160503 деревня Катунино
- 19 220 868 029 / 160503 деревня Кишкино
- 19 220 868 030 / 160503 деревня Кишкинцо
- 19 220 868 031 / 160503 деревня Княгинино
- 19 220 868 032 / 160502 деревня Кожино
- 19 220 868 033 / 160501 деревня Козино
- 19 220 868 034 / 160503 деревня Конюхово
- 19 220 868 035 / 160502 деревня Костино
- 19 220 868 037 / 160503 деревня Крылово
- 19 220 868 038 / 160503 деревня Лазарево
- 19 220 868 040 / 160035 посёлок Лиминский
- 19 220 868 041 / 160501 деревня Лисицыно или Лисицино
- 19 220 868 042 / 160502 деревня Лоптуново
- 19 220 868 045 / 160502 деревня Мальгино
- 19 220 868 046 / 160033 деревня Маурино
- 19 220 868 047 / 160503 деревня Медовщиково
- 19 220 868 048 / 160502 деревня Мельниково
- 19 220 868 049 / 160502 деревня Мироносица
- 19 220 868 050 / 160502 деревня Михалево
- 19 220 868 051 / 160503 деревня Мосейково
- 19 220 868 052 / 160503 село Мосейково
- 19 220 868 053 / 160501 деревня Мостища
- 19 220 868 054 / 160502 посёлок Надеево п/о 160502
- 19 220 868 085 / 160509 село Неверовское
- 19 220 868 055 / 160503 деревня Невинниково
- 19 220 868 001 / 160503 посёлок Огарково п/о 160503
- 19 220 868 056 / 160509 деревня Первомайское
- 19 220 868 057 / 160509 село Первомайское
- 19 220 868 058 / 160502 деревня Пищалино
- 19 220 868 061 / 160502 деревня Погорелка
- 19 220 868 086 / 160503 деревня Погорелово или Погорелово 2-е
- 19 220 868 062 / 160503 деревня Реброво
- 19 220 868 064 / 160502 деревня Селезенцево
- 19 220 868 065 / 160502 деревня Семеновское
- 19 220 868 066 / 160502 деревня Сестрилка
- 19 220 868 067 / 160502 деревня Скрябино
- 19 220 868 068 / 160503 деревня Снасудово
- 19 220 868 073 / 160035 посёлок Устье-Вологодское
- 19 220 868 074 / 160501 посёлок Харачево
- 19 220 868 076 / 160503 жд станция Чахлово
- 19 220 868 077 / 160502 деревня Чекменево
- 19 220 868 081 / 160502 деревня Щекино
- 19 220 868 082 / 160502 деревня Юрчаково
- 19 220 868 083 / 160501 деревня Юрьевцево
- 19 220 868 084 / 160501 деревня Ярилово

## Прилукское сельское поселение
Почтовый индекс 160549.
- 19 220 872 002 деревня Архипово
- 19 220 872 003 деревня Борилово-2
- 19 220 872 004 деревня Борисово
- 19 220 872 005 деревня Ведрово
- 19 220 872 006 деревня Великое
- 19 220 872 007 деревня Герасимцево
- 19 220 872 019 деревня Гришино
- 19 220 872 001 посёлок Дорожный
- 19 220 872 009 разъезд Заоникиево
- 19 220 872 010 деревня Маега
- 19 220 872 011 деревня Междуречье
- 19 220 872 013 деревня Ободаево
- 19 220 872 016 деревня Северово
- 19 220 872 015 деревня Семёнково-2
- 19 220 872 017 деревня Фофанцево п/о 160549
- 19 220 872 018 деревня Шульгино

## Семёнковское сельское поселение
- 19 220 882 002 / 160515 деревня Абаканово
- 19 220 882 003 / 160901 деревня Алексино
- 19 220 882 004 / 160901 деревня Барачево
- 19 220 882 005 / 160515 деревня Борилово
- 19 220 882 006 / 160531 деревня Вепрево
- 19 220 882 007 / 160531 деревня Вертлово
- 19 220 882 008 / 160531 деревня Вотолино
- 19 220 882 009 / 160531 деревня Высочка
- 19 220 882 011 / 160531 посёлок Дубровское п/о 160531
- 19 220 882 012 / 160531 деревня Дурасово
- 19 220 882 013 / 160531 деревня Зеленино
- 19 220 882 014 / 160531 деревня Измайлово
- 19 220 882 015 / 160531 деревня Илатово
- 19 220 882 017 / 160515 деревня Кишкино
- 19 220 882 019 / 160901 деревня Кожевниково
- 19 220 882 020 / 160531 деревня Красково
- 19 220 882 021 / 160515 деревня Красново
- 19 220 882 022 / 160010 посёлок Кувшиново
- 19 220 882 023 / 160531 деревня Кудрявцево
- 19 220 882 024 / 160531 деревня Лучниково
- 19 220 882 025 / 160515 село Марьинское
- 19 220 882 026 / 160531 деревня Начемерово
- 19 220 882 027 / 160515 деревня Никитино
- 19 220 882 029 / 160531 деревня Окунево
- 19 220 882 030 / 160515 деревня Петраково
- 19 220 882 031 / 160010 деревня Подберевское
- 19 220 882 033 / 160901 деревня Пудега
- 19 220 882 001 / 160515 посёлок Семёнково п/о 160515
- 19 220 882 034 / 160531 деревня Семшино
- 19 220 882 035 / 160515 деревня Терентьевское
- 19 220 882 036 / 160515 деревня Труфаново
- 19 220 882 037 / 160515 деревня Турбачево
- 19 220 882 038 / 160531 посёлок Фетинино
- 19 220 882 039 / 160901 деревня Цыпоглазово
- 19 220 882 040 / 160010 деревня Чашниково
- 19 220 882 041 / 160531 деревня Чемоданово
- 19 220 882 042 / 160531 деревня Щетинино
- 19 220 882 043 / 160531 деревня Щукарево
- 19 220 882 044 / 160531 деревня Яковлевское
- 19 220 882 045 / 160901 деревня Ярыгино

## Сосновское сельское поселение
- 19 220 864 002 / 160548 деревня Авдотьино
- 19 220 864 003 / 160524 деревня Анциферово
- 19 220 864 004 / 160524 деревня Бабцыно
- 19 220 864 005 / 160524 деревня Боково
- 19 220 864 006 / 160524 деревня Большое Чертищево
- 19 220 864 007 / 160524 деревня Ваталино
- 19 220 864 008 / 160524 деревня Воскресенское
- 19 220 864 009 / 160524 деревня Голузино
- 19 220 864 010 / 160524 деревня Горбово
- 19 220 864 011 / 160524 деревня Горка
- 19 220 864 013 / 160548 деревня Ерофейка
- 19 220 864 014 / 160524 деревня Ершово
- 19 220 864 015 / 160524 деревня Исаково
- 19 220 864 016 / 160524 деревня Исправино
- 19 220 864 017 / 160524 деревня Киндеево
- 19 220 864 018 / 160548 деревня Клюшниково
- 19 220 864 019 / 160548 деревня Князево
- 19 220 864 020 / 160548 деревня Корюкино
- 19 220 864 021 / 160524 деревня Красное
- 19 220 864 022 / 160523 деревня Лавкино
- 19 220 864 023 / 160524 деревня Лантьево
- 19 220 864 024 / 160523 деревня Лапач
- 19 220 864 025 / 160524 деревня Левино
- 19 220 864 026 / 160524 деревня Малое Чертищево
- 19 220 864 027 / 160524 деревня Медведево
- 19 220 864 028 / 160548 деревня Меники
- 19 220 864 030 / 160524 деревня Молитвино
- 19 220 864 029 / 160524 деревня Молоденка
- 19 220 864 031 / 160524 деревня Мормужево
- 19 220 864 032 / 160524 деревня Новое
- 19 220 864 033 / 160548 посёлок Новый Источник п/о 160548
- 19 220 864 034 / 160524 деревня Пирогово
- 19 220 864 035 / 160524 село Погорелово п/о 160524
- 19 220 864 036 / 160524 деревня Починок-1
- 19 220 864 037 / 160524 деревня Починок-2
- 19 220 864 038 / 160524 деревня Прохорово
- 19 220 864 039 / 160548 деревня Руново
- 19 220 864 040 / 160524 деревня Савкино
- 19 220 864 041 / 160524 деревня Сорошнево
- 19 220 864 001 / 160523 посёлок Сосновка п/о 160523
- 19 220 864 042 / 160524 деревня Степаново
- 19 220 864 043 / 160548 деревня Стризнево
- 19 220 864 044 / 160548 деревня Терпелка
- 19 220 864 045 / 160524 деревня Трофимово
- 19 220 864 046 / 160548 деревня Чернухино
- 19 220 864 047 / 160524 деревня Юркино
- 19 220 864 048 / 160548 деревня Язвицево

## Спасское сельское поселение
- 19 220 884 002 / 160022 деревня Абрамцево
- 19 220 884 003 / 160510 деревня Авдотьино
- 19 220 880 029 / 160513 деревня Александровское
- 19 220 884 004 / 160021 деревня Анциферово
- 19 220 884 049 / 160510 деревня Белое
- 19 220 884 005 / 160510 деревня Бирюлево
- 19 220 884 050 / 160510 деревня Богородское
- 19 220 884 006 / 160022 деревня Болтино
- 19 220 880 030 / 160513 деревня Бродки
- 19 220 884 051 / 160510 деревня Бубново
- 19 220 884 007 / 160022 деревня Бурцево
- 19 220 884 052 / 160510 деревня Васнево
- 19 220 884 053 / 160510 деревня Волково
- 19 220 884 054 / 160510 деревня Волнино
- 19 220 884 055 / 160510 деревня Гаврильцево
- 19 220 884 009 / 160510 деревня Голубково
- 19 220 884 010 / 160514 деревня Грибцово
- 19 220 884 056 / 160510 деревня Данилово
- 19 220 884 011 / 160510 деревня Дмитриевское
- 19 220 880 031 / 160513 деревня Доводчиково
- 19 220 884 057 / 160510 деревня Дорофейка
- 19 220 884 058 / 160510 деревня Дюково
- 19 220 884 012 / 160013 деревня Емельяново
- 19 220 880 032 / 160513 деревня Епифанка
- 19 220 884 013 / 160514 деревня Жилино
- 19 220 884 060 / 160510 деревня Запрудка
- 19 220 884 059 / 160510 деревня Захарово
- 19 220 884 014 / 160510 деревня Звяга
- 19 220 884 015 / 160022 деревня Ивановское
- 19 220 880 033 / 160513 деревня Ильинское
- 19 220 884 061 / 160510 деревня Ильинское
- 19 220 884 016 / 160022 деревня Кирики-Улита
- 19 220 884 062 / 160510 деревня Кишкино
- 19 220 884 017 / 160510 деревня Козицыно или Козицино
- 19 220 884 063 / 160510 деревня Колоколово
- 19 220 884 064 / 160510 деревня Колотилово
- 19 220 884 018 / 160514 деревня Конищево
- 19 220 884 019 / 160510 деревня Коровайцево
- 19 220 884 065 / 160510 деревня Костино
- 19 220 884 020 / 160514 деревня Котельниково
- 19 220 884 066 / 160510 деревня Красково
- 19 220 880 034 / 160513 деревня Круглица
- 19 220 880 035 / 160513 деревня Круголка
- 19 220 880 036 / 160513 деревня Леушкино
- 19 220 884 067 деревня Леушкино
- 19 220 884 068 / 160510 деревня Лямцыно
- 19 220 884 022 / 160514 деревня Малиновка
- 19 220 884 023 / 160022 деревня Марюхино
- 19 220 884 069 / 160510 деревня Маурино
- 19 220 884 024 / 160514 посёлок Можайское п/о 160514
- 19 220 884 070 / 160510 деревня Мстишино
- 19 220 884 025 / 160514 деревня Нагорное
- 19 220 880 037 / 160513 деревня Нелидово
- 19 220 880 038 / 160513 деревня Никитино
- 19 220 884 001 / 160510 посёлок Непотягово п/о 160510
- 19 220 880 028 / 160513 деревня Норобово п/о 160513
- 19 220 884 071 / 160510 деревня Обросцево
- 19 220 884 026 / 160510 деревня Озерково
- 19 220 884 072 / 160510 деревня Осипово
- 19 220 884 048 / 160511 посёлок Перьево п/о 160511
- 19 220 884 028 / 160013 деревня Петровское
- 19 220 884 029 / 160510 деревня Печинки
- 19 220 884 030 / 160510 деревня Пилатово
- 19 220 884 073 / 160510 деревня Подгорье
- 19 220 884 074 / 160510 деревня Подомарцево
- 19 220 884 031 / 160510 деревня Поповка
- 19 220 880 039 / 160513 деревня Починок
- 19 220 884 032 / 160510 деревня Починок
- 19 220 884 075 / 160510 деревня Пыхмарево
- 19 220 884 033 / 160022 деревня Родионцево
- 19 220 884 036 / 160022 деревня Сорошнево
- 19 220 884 037 / 160510 село Спасское
- 19 220 884 076 / 160510 деревня Старая Елизарка
- 19 220 884 077 / 160510 деревня Сысоево
- 19 220 884 078 / 160510 деревня Токарево
- 19 220 884 038 / 160514 деревня Тропино
- 19 220 884 079 / 160510 деревня Усово
- 19 220 884 080 / 160510 деревня Хохлево
- 19 220 884 039 / 160510 деревня Чашниково
- 19 220 884 040 / 160514 деревня Чебаково
- 19 220 884 043 / 160514 деревня Шеино
- 19 220 884 044 / 160021 деревня Шелыгино
- 19 220 884 045 / 160510 деревня Юрово
- 19 220 884 046 / 160021 деревня Яминово
- 19 220 884 047 / 160022 деревня Яскино

## Старосельское сельское поселение
- 19 220 888 002 / 160527 деревня Абрамово
- 19 220 888 003 / 160527 деревня Аксеново
- 19 220 876 002 / 160526 деревня Алексеево
- 19 220 836 002 / 160550 деревня Алексино
- 19 220 876 003 / 160525 деревня Ананьино
- 19 220 888 004 / 160528 деревня Андраково
- 19 220 888 005 / 160527 деревня Анчаково
- 19 220 836 003 / 160551 деревня Барское
- 19 220 876 004 / 160526 деревня Бачманка
- 19 220 876 005 / 160526 деревня Белое
- 19 220 888 006 / 160528 деревня Беседное
- 19 220 836 004 / 160551 деревня Беседы
- 19 220 888 007 / 160528 деревня Болтутино или Болтунино
- 19 220 836 005 / 160551 село Большое п/о 160551
- 19 220 836 006 / 160550 деревня Бородкино
- 19 220 888 008 / 160527 деревня Брагино
- 19 220 876 007 / 160526 деревня Василево
- 19 220 876 008 / 160525 деревня Вахрушево
- 19 220 888 009 / 160528 деревня Вахрушево
- 19 220 836 007 / 160550 деревня Горка
- 19 220 836 008 / 160551 деревня Горка-Покровская
- 19 220 888 010 / 160528 деревня Горное
- 19 220 836 009 / 160550 деревня Гуреиха
- 19 220 888 012 / 160528 деревня Деревягино
- 19 220 876 009 / 160525 деревня Дор
- 19 220 888 013 / 160528 деревня Дор
- 19 220 876 010 / 160525 деревня Дорки
- 19 220 888 014 / 160527 деревня Доровское
- 19 220 836 011 / 160550 деревня Дулово
- 19 220 888 015 / 160528 деревня Дуплино
- 19 220 836 012 / 160552 деревня Ескино
- 19 220 836 013 / 160552 деревня Есюково
- 19 220 876 011 / 160525 деревня Жаворонково
- 19 220 888 016 / 160527 деревня Жуково
- 19 220 836 014 / 160552 деревня Захарьино
- 19 220 888 017 / 160527 деревня Зуево
- 19 220 888 018 / 160528 деревня Ивакино
- 19 220 836 015 / 160551 деревня Ивонино
- 19 220 888 019 / 160527 деревня Игнатово
- 19 220 836 016 / 160550 деревня Исаково
- 19 220 876 012 / 160526 деревня Карповское
- 19 220 836 001 / 160550 посёлок Кипелово п/о 160550
- 19 220 888 020 / 160527 деревня Кипелово
- 19 220 836 017 / 160552 деревня Ковшово
- 19 220 876 014 / 160525 деревня Кожино или Кожино 1-е
- 19 220 876 015 / 160526 деревня Кожино или Кожино 2-е
- 19 220 876 016 / 160525 деревня Кондыриха
- 19 220 876 017 / 160525 деревня Коренево
- 19 220 876 013 / 160526 деревня Корцево или Корцово
- 19 220 876 018 / 160526 деревня Корытово
- 19 220 836 018 / 160552 деревня Косково
- 19 220 888 021 / 160528 деревня Котельниково
- 19 220 876 019 / 160525 деревня Кубаево
- 19 220 836 019 / 160552 деревня Кусьево
- 19 220 888 023 / 160527 деревня Кучино
- 19 220 836 020 / 160550 жд станция Кущуба
- 19 220 888 024 / 160527 деревня Лифино
- 19 220 888 025 / 160528 деревня Ломтево
- 19 220 836 021 / 160551 жд станция Лумба
- 19 220 888 027 / 160527 деревня Лягалово
- 19 220 888 028 / 160527 деревня Максино
- 19 220 836 022 / 160551 деревня Мильково
- 19 220 836 023 / 160551 деревня Минейка
- 19 220 836 024 / 160551 деревня Мичково
- 19 220 836 025 / 160551 деревня Мурманово
- 19 220 876 020 / 160525 деревня Никулино
- 19 220 888 029 / 160528 деревня Новгородово
- 19 220 876 021 / 160525 деревня Новое
- 19 220 888 030 / 160527 деревня Обухово
- 19 220 876 022 / 160525 деревня Огибалово
- 19 220 876 023 / 160525 деревня Опучково
- 19 220 888 031 / 160527 деревня Остюнино
- 19 220 836 027 / 160552 деревня Павликово
- 19 220 876 024 / 160525 деревня Палагино
- 19 220 888 032 / 160527 деревня Пахталово
- 19 220 836 010 / 160552 деревня Погост Дмитриевский
- 19 220 836 026 / 160552 деревня Погост Оночесть
- 19 220 888 033 / 160527 деревня Подолино
- 19 220 836 028 / 160552 деревня Попадьино
- 19 220 888 034 / 160528 деревня Потапово
- 19 220 836 029 / 160552 деревня Починок
- 19 220 888 035 / 160527 деревня Починок
- 19 220 876 025 / 160525 деревня Прокино
- 19 220 836 030 / 160552 деревня Прокунино п/о 160552
- 19 220 888 036 / 160527 деревня Пучинино
- 19 220 836 031 / 160551 деревня Резвино
- 19 220 888 037 / 160528 деревня Романово
- 19 220 888 038 / 160527 деревня Сарейка
- 19 220 888 039 / 160528 деревня Светилки п/о 160528
- 19 220 836 032 / 160552 деревня Семёнково
- 19 220 836 033 / 160551 деревня Семигорье
- 19 220 888 040 / 160528 деревня Сидельниково
- 19 220 888 041 / 160527 деревня Силино
- 19 220 888 042 / 160528 деревня Скрипилово
- 19 220 888 043 / 160527 деревня Сокирино
- 19 220 876 026 / 160525 деревня Сокольниково
- 19 220 888 044 / 160527 деревня Старое
- 19 220 836 035 / 160551 деревня Стралево
- 19 220 888 001 / 160527 деревня Стризнево п/о 160527
- 19 220 876 027 / 160525 деревня Сусолово
- 19 220 836 036 / 160551 деревня Сычево
- 19 220 836 037 / 160550 деревня Талицы
- 19 220 836 038 / 160552 деревня Татариново
- 19 220 836 039 / 160551 деревня Третниково
- 19 220 876 001 / 160525 посёлок Уткино п/о 160525
- 19 220 836 041 / 160552 деревня Филино
- 19 220 876 028 / 160526 деревня Филино
- 19 220 888 047 / 160527 деревня Харитоново
- 19 220 836 042 / 160551 деревня Хоробрец
- 19 220 888 048 / 160527 деревня Хреново
- 19 220 836 043 / 160551 деревня Чернеево
- 19 220 876 029 / 160525 деревня Шеломово
- 19 220 888 049 / 160527 деревня Широгорье
- 19 220 888 050 / 160551 деревня Шоломово
- 19 220 888 051 / 160527 деревня Щапилино
- 19 220 888 052 / 160528 деревня Щербинино
- 19 220 876 030 / 160526 деревня Щетниково
- 19 220 876 031 / 160525 деревня Юрчаково
- 19 220 836 044 / 160552 деревня Яковлево
- 19 220 888 053 / 160527 деревня Яковцево
- 19 220 876 032 / 160526 деревня Янгосарь п/о 160526
- 19 220 888 054 / 160527 деревня Яскино

## Федотовское сельское поселение
- 19 220 894 001 / 160553 посёлок Федотово п/о 160553